# Liste des chansons enregistrées par Carlos
 (septembre 2021).
Motif : Les "faux" liens donnent l'impression qu'il y a des articles sur de nombreuses chansons, ce qui n'est pas le cas
Liste des chansons enregistrées par Carlos :
- À faire danser les Antilles (1983)
- À la queue leu leu (1974)
- Ali Baba (1971)
- Allez la France (1998)
- Animal Parade (1971)
- Arriba Sevillana (1986)
- Arriba Sevillana (Version maxi) (1986)
- Avec elle (1991)
- Baby bla-bla (Susanna) (1984)
- Bakana (Bakala Nanu Meme) (1977)
- Balade animée (1991)
- Bamba Carlos (1976)
- Barbe Bleue avec Chantal Goya (1981)
- Big bisou (part I) (1977)
- Big bisou (part II) (1977)
- Big bisou (version intégrale) (1977)
- Big bisou (version espagnol)
- Big bisou (version 1993)
- Big bisou (version 97) (1997)
- Bonsoir Véronique (1980)
- Boum boum (1997)
- C'est bon (salsa) (1980)
- C'est la faute à Dagobert (1970)
- C'est pas du tout cuit (1972)
- C'est pas parce qu'on est grand (1977)
- C'est toujours occupé (1977)
- Ça va, ça vient (2001)
- Canon (1991)
- Captain Carlos (1986)
- Carlos à Saint-André-les-Alpes (1981)
- Carlos Colomb (1978)
- Carlos lapin (1970)
- Carlostenstrasse (1976)
- Cha cha chaud (version 1998) (1998)
- Cha cha des thons (2001)
- Cocotte en papier (1974)
- Cocotte en papier (version 1998) (1998)
- Cocotte en papier (Version single) (1974)
- Colucci (1997)
- Crazy Joe (1974)
- Crésus et Roméo (duo avec Joe Dassin) (1974)
- Croak the monster (1980)
- Cuentame (Cha-cha-cha) / Cha cha chaud (1977)
- Dame tartine (1988)
- Dans les bras de Lola (2001)
- Dédé Bilo (1984)
- Demandez-moi ce que vous voulez (1974)
- Des week-ends de sept jours (1976)
- Dis bonjour au Monsieur, dis bonjour à la dame (1978)
- Dis moi Monsieur Carlos (1994)
- Dis pourquoi papa (1980)
- Docteur Boogie (1981)
- Eh dis Père Noël (1991)
- El rey (1986)
- Elle m'emballait (1991)
- Epilogue (1974)
- Eso es el amor (Ah lachez-moi !) (version intégrale) (1979)
- Est-ce que j'ai une tête à chanter des chansons d'amour ? (1976)
- Fanfan la fanfare (1re partie) (1983)
- Fanfan la fanfare (2e partie) (1983)
- Faut s'éclater (1982)
- Fiou d'elle (1986)
- Gargantua (1988)
- Gros nounours (1985)
- Happiness (1970)
- Idého (1991)
- Intro(1974)
- J'fais rien qu'à faire des bêtises (Duo avec Alice Dona) (1974)
- J'suis un rigolo (1993)
- Jamais sans mes potes (1997)
- Je m'balade (1976)
- Je rêve des petits hommes verts (1978)
- Je suis indécis (hou la la) (1978)
- Je suis trop sentimental (1981)
- Je suis un magicien (1976)
- Je suis un rigolo / Fou le boogie (1981)
- Je viens de la part de ma cousine (1970)
- Kangourou (1984)
- L'amour ça rend beau les laids (version 1998) (1998)
- L'amour ça rend bô lélé (1987)
- L'amour con g (1996)
- L'Année des nanas (1975)
- L'auto du papa de Toto (1979)
- L'aventure c'est l'amour (2001)
- La bamboula (1971)
- La bamboula (version 1993)
- La banane (2001)
- La Cantine (1972)
- La Cantine (version 1993)
- La chanson des cromagnons (1981)
- La cigale et la fourmi (avec Sylvie Vartan)
- La Coladeira (2001)
- La danse pour faire bébé (1996)
- La demoiselle de déshonneur (1974)
- La demoiselle de déshonneur (version 1998) (1998)
- La divine sieste de papa (1986)
- La fête à bicyclette (1997)
- La France le matin (1973)
- La France le matin (version 1993)
- La leçon de square-dance (avec Gédéon) (1980)
- La maison en chocolat (1980)
- La pêche au gros (1986)
- La reine du shopping (1970)
- La smala (1974)
- La vie est belle (1970)
- Le berger des Folies Bergère (1976)
- Le Bougalou du Lycanthrope (1973)
- Le bougalou du loup-garou (1976)
- Le bougalou du loup-garou (1993)
- Le bus (1974)
- Le copain des enfants (1972)
- Le gros homme et la mer (2001)
- Le Kankondanse (1984)
- Le kikouyou (1991)
- Le mignon petit canard (1976)
- Le Père Noël a disparu (1970)
- Le Père Noël du supermarché (1978)
- Le petit baisenville (Avec le groupe 'Il était une fois') (1974)
- Le petit garçon (dans la rue) (avec Chantal Goya) (1978)
- Le rigolo (1997)
- Le tiercé (1974)
- Le tiercé (version 1993)
- Le tiercé (version single) (1974)
- Le tirelipimpon (version courte) (1989)
- Le tirelipimpon (version longue) (1989)
- Les biliboules (Touni et Litelle) (1989)
- Les canaris (1977)
- Les croisades (1975)
- Les pauvres papas (1981)
- Les pieds bleus (1974)
- Les premiers sont les bonnets d'âne (1977)
- Les rues de Saint-Germain (1994)
- Les têtards (1991)
- Ma corrida (1981)
- Ma gym en musique (1980)
- Maguy (1981)
- Malabar et Roudoudou (1974)
- Mama mia (2001)
- Mama Panama (1982)
- Manger un croissant (1974)
- Mario mon coco (1982)
- Marourou Tahiti (Merci Tahiti) (1986)
- Maxwell (1991)
- Medley (1993)
- Medley 98 (1998)
- Mets ton doigt dans le vent (1979)
- Miam Miam (1981)
- Mille coups de cœur (1986)
- Moi y'a bobo (1976)
- Mon royaume pour une femme (1974)
- Monsieur Coutou (2001)
- Nostracarlus (1981)
- Ô Zitouna (1973)
- Ô Zitouna (version 1998) (1998)
- Oh! Caroline (2001)
- Oh yé (Oye) (1986)
- On est foutus on mange trop (reprise de Papa Mambo d'Alain Souchon) (1979)
- On est tous des clowns (1974)
- One Man Slow (Moi, moi, moi) (1984)
- Ouvre ta maison (1970)
- P'tite fleur fanée (1986)
- Pagayer (1997)
- Papa Ballon (avec Chantal Goya) (1979)
- Papa Mambo (version courte) (1979)
- Papa Mambo (version intégrale) (1979)
- Papayou (1983)
- Papayou (version 1993)
- Papoudoux (1997)
- Pare-chocs (1991)
- Pas assez beau (1998)
- Pas grandi (1982)
- Petit a (1980)
- Petit Jean (1980)
- Ping-pong (1980)
- Pourvou que ça doure (1981)
- Privé d'enfance (1997)
- Professeur Carlos (1976)
- Qu'est-ce qu'on était heureux en 1932 (1970)
- Réfléchis (1981)
- Rosalie, détourné plus tard dans la publicité pour le jus de fruit Oasis (Qu'est-ce que tu bois Dou Dou, dis donc ?) (1978)
- Rosalie (biguine) (1978)
- Rosalie (version longue durée) (1978)
- Rosalie (version 1993)
- Rosalie (version 1998) (1998)
- RTT (2005)
- Rouler (2001)
- S.O.S (tendresse) (1981)
- Sauf la vie (2001)
- Savez-vous comment danser ? (1979)
- Si Je Revenais (2005)
- Se ranger des écritures (1974)
- Señor météo (1974)
- Señor météo (version 1993)
- Si j'étais président (1976)
- Si je maigris (1981)
- Si tu ne m'attendais pas (1974)
- Si tu vas Dario (1991)
- T'as l'béguin d'la béguine (1984)
- T'as l'bonjour d'Albert (1985)
- T'es bon public (1976)
- Tcha-tcha (1987)
- Tibou d'caoutchouc (1994)
- Tibou d'caoutchouc (version album) (1997)
- Tous les enfants vont chanter (1980)
- Tout nu, tout bronzé (1973)
- Tout nu, tout bronzé (version 1993)
- Trempe ton cul (1997)
- Tropical nanas (1986)
- Tu peux taper (2001)
- Tubes à boum (1984)
- Un garçon confortable (1972)
- Viens chez Roger (1974)
- Viens dans mon igloo (1974)
- Vive les grands bretons (1976)
- Y'a des indiens partout (1970)
- Y'a des indiens partout (version 1993)
- Y'a plus de papas, y'a plus de mamans (1979)